# Sobatyn
Sobatyn, česky také Sobatín, ukrajinsky Собатин, maďarsky Szombati,  je část města Iršava, v iršavské městské komunitě, v okrese Chust, v Zakarpatské oblasti Ukrajiny. V roce 2025 zde žilo 799 obyvatel.

## Historie
Název vsi je odvozen od práva sobotního trhu. Do uzavření Trianonské smlouvy byla ves součástí Uherska, poté byla součástí Československa. V roce 1945 byl Sobatyn přičleněn k Ukrajinské sovětské socialistické republice, která byla součástí Sovětského svazu, nakonec od roku 1991 je součástí samostatné Ukrajiny.